# Amalie Oil Company
Amalie Oil Company — американская компания, которая производит моторные масла, синтетические масла, трансмиссионные жидкости и другие автомобильные жидкости.   Компания была основана во Франклине, штат Пенсильвания, в 1903 году.  
Компания является частным независимым смесителем моторных масел и промышленных смазочных материалов. Amalie в основном производит продукцию под частной маркой для таких компаний, как WalMart , O'Reilly Auto Parts (на региональном уровне), Advance Auto Parts , CARQUEST Auto Parts и AutoZone. Компания также владеет брендом Wolf's Head (моторное масло) .
В настоящее время[когда?] компанией управляет семья Баркетт.  Семья начала свою деятельность в сфере производства моторных масел, купив Petroleum Packers в 1977 году. Компания располагалась в порту Тампа-Бэй. В 1997 году Barkett приобрела Amalie Oil у Sun Oil Company и объединила Petroleum Packers в Amalie. Объединенная компания со штаб-квартирой в городе Тампа, штат Флорида, начала функционировать с 1998 года.  С 2011 года Амалия является спонсором арены Tampa Bay Storm NFL . В 2014 году Амалия приобрела права именования на тогдашнем Tampa Bay Times Forum, а форум был переименован в Amalie Arena . Компания также является титульным спонсором Gatornationals и спонсором Национальной ассоциации Hot Rod.